# カミナルフユ
カミナルフユ（Kaminaljuyú）は、グアテマラにある古代の高地マヤ遺跡。先古典期から古典期まで人が居住しており、高地マヤの中心地だった。現在は遺跡の大部分は首都グアテマラシティの市街地の下に埋もれているが、アクロポリス周辺が遺跡公園として残る。

## 遺跡
カミナルフユとはキチェ語で「死者の丘」あるいは「祖先の丘」を意味する。面積は5平方キロメートルほど。
カミナルフユは峠に位置し、北の低地マヤや南の太平洋岸との貿易に有利であったと考えられている。
カミナルフユには200を越える住宅・神殿・ピラミッドの跡が残っている。低地マヤと異なって石が充分になかったため、火山灰や粘土を使用して家を建てた。アクロポリスと「パランガナ」（鉢）と呼ばれる複合建造物は、古典期前期にタルー・タブレロ様式で建築されたが、古典期後期に大幅に改築された。
絵を刻んだ石碑は紀元前700年ごろのものがもっとも古い。先古典期後期には300を越える石碑が作られた。石碑10号は独特の文字を記しているが、解読されていない。
先古典期の遺物には人や動物をかたどった特徴のある土偶や土笛、祭祀に使われた香炉があり、また他の地域からの輸入品と見られる黒曜石の道具、ヒスイ、土器などが発見されている。

## 歴史

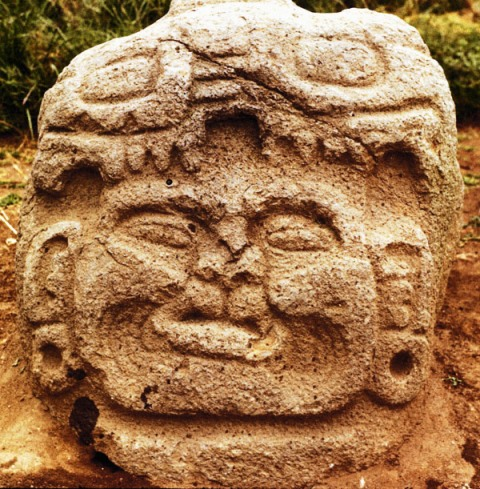
先古典期後期の彫刻

カミナルフユには先古典期前期の終わり（紀元前1200-1000年ごろ）から人が住みはじめ、先古典期中期から建造物が作られるようになった。
先古典期のグアテマラ盆地にはいくつかの湖があったが、そのうち最大のものはミラフローレス湖と呼ばれ、カミナルフユの中心25ヘクタールほどを占めていた。集落は湖を囲むように作られた。湖からはいくつかの運河がのび、中でも南に伸びるミラフローレス運河は紀元前600-400年ごろのもので、メソアメリカ最古の運河である。先古典期後期になると人口が4500人ほどに増え、多数の建造物が造られた。支配者の墓もこの時代に出現する。しかし西暦100年以降、ミラフローレス湖は干上がってしまった。先古典期の終末期にあたる200年ごろにいったん人口は減少する。
古典期前期の土器は西の高地との緊密な関係が見られる。カミナルフユの周辺にはマヤ族だけでなく、シンカ族、レンカ族、ソケ族などさまざまな民族が住んでおり、カミナルフユはこれらの民族の交流の地であったかもしれない。西暦400-600年になると、タルー・タブレロ建築などのテオティワカンの影響が見られるようになるが、これが政治的支配によるものか、文化的影響によるものかは議論が分かれる。
古典期後期（550年-）にカミナルフユは再び栄えたが、この時代には石碑は建てられず、豪華な墓が作られることもなくなった一方で、球戯場は12も造られた。この現象は権力の分散を意味していると考えられる。おそらく人口圧によって、支配階層はカミナルフユを離れるようになり、9世紀以降カミナルフユは徐々に放棄された。その後は小さな首長どうし、さらにメキシコから流入者も加わって、砦を築いて互いに争うようになった。

## 発掘
カミナルフユ遺跡は18世紀にはすでに知られ、1925年にメキシコのマヌエル・ガミオにより最初の発掘が行われた。その後、1935年にサッカー場を拡張しようとして塚を発見した。グアテマラ教育相の依頼により、カーネギー研究所のアルフレッド・V・キダー、ジェス・ジェニングズ、エドウィン・シュックらによる発掘が行われた。
カミナルフユの遺跡公園の整備には日本のODAも使われている。